# Imro Weiner-Kráľ
Imro Weiner-Kráľ, někdy uváděný jako Imrich Weiner-Kráľ (26. října 1901 Považská Bystrica – 11. srpna 1978 Bratislava) byl slovenský malíř a grafik židovského původu. Je považován za nejoriginálnějšího představitele slovenského surrealismu a secesního expresionismu.

## Život
V letech 1919 až 1922 studoval v Praze na ČVUT architekturu a na Vysoké škole uměleckoprůmyslové malířství. Od roku 1922 pak studoval na Akademii výtvarných umění v Düsseldorfu. V roce 1923 přestoupil na Akademii výtvarných umění v Berlíně a posléze ještě na École nationale supérieure des Beaux-Arts v Paříži.
V Paříži také krátce působil v ateliérech Colarossi a Grande Chaumiére. Odsud se v roce 1924 vrátil na Slovensko a žil v Považské Bystrici. V následujících letech 1929–1932 pobýval v Bratislavě a později v Berlíně. V roce 1936 uspořádal v Bratislavě první výstavu surrealismu spolu s malířem Františkem Malým. Roku 1938 se rozhodl emigrovat do Francie, kde se zapojil do protinacistického odboje. Během války i v poválečných letech pobýval v opět v Paříži. Ale roku 1950 byl z Francie vyhoštěn, po tomto incidentu žil krátce v Praze, Považské Bystrici a nakonec v Bratislavě, kde zůstal až do smrti.
Ve svém díle využíval snových symbolů, pomocí kterých zachycoval život na slovenském venkově. V jeho díle se také odráží jeho židovský původ a společenské problémy doby. Kromě malby tvořil i grafiku, věnoval se knižní ilustraci a plakátové tvorbě. Jeho dílo vyvrcholilo humanistickými kompozicemi spojujícími lyrické, baladické a dramatické vidění světa.
Jeho díla jsou zastoupena ve sbírkách Slovenské národní galerie.

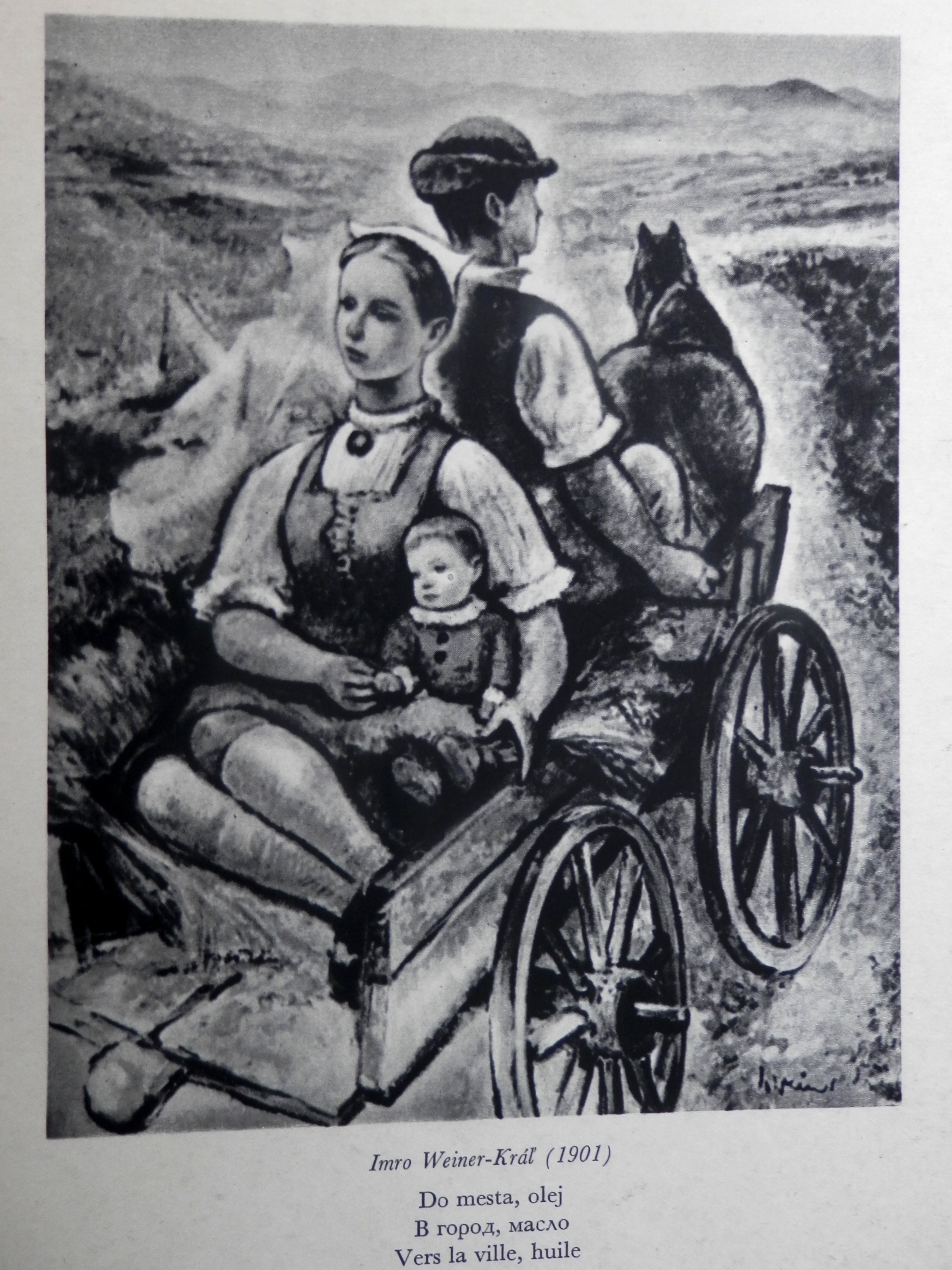
Grafika v dobovém tisku z roku 1947